# Saxifraga bracteata
Saxifraga bracteata es una especie de planta fanerógama perteneciente a la familia Saxifragaceae. Es originaria de Asia. 

## Descripción
Las plantas son solitarias o en mechones sueltos, generalmente, no estoloníferas, débilmente rizomatosa, (con bulbillos). Las hojas basales y caulinares; con pecíolo ± aplanado, 10-70 mm, (± peludo); hoja reniforme de 5-7 lóbulos obtusos, a veces agudos,  ligeramente carnosas, márgenes enteros, escasamente glandular-ciliados o eciliados, ápice redondeado a obtuso. Inflorescencias con 2-6 flores, a veces, solitarias, (flores subsésil), de  5-15   cm, densamente enredadas, rojizo marrón peludas; brácteas (5-10), pecioladas, 3-7 lóbulos. Tiene un número de cromosomas de 2 n = 26 (Lejano Oriente ruso).

## Distribución y hábitat
La floración se produce en verano en cornisas y taludes rocosos costeros; a una altitud de 0-500 m; en Alaska; y Asia (en Japón, Lejano Oriente ruso).

## Taxonomía
Gentiana bracteata fue descrita por David Don y publicado en Transactions of the Linnean Society of London 13(2): 367. 1822.
Etimología
Saxifraga: nombre genérico que viene del latín saxum, ("piedra") y frangere, ("romper, quebrar"). Estas plantas se llaman así por su capacidad, según los antiguos, de romper las piedras con sus fuertes raíces. Así lo afirmaba Plinio, por ejemplo.
bracteata: epíteto latino que significa "con brácteas".
Sinonimia
- Saxifraga exilis  Yabe & Yendo
- Saxifraga fauriei  Boissieu[4][5]